# 张放平
张放平（1951年8月—），中华人民共和国政治人物、教育工作者，湖南华容人。

## 生平
1972年12月加入中国共产党。西安公路学院（现并入长安大学）毕业，大学学历。历任长沙交通学院（现并入长沙理工大学）讲师、副教授、教师，学院党委组织部副部长、部长，党委副书记、书记等职。2001年8月任中共湖南省委高校工委副书记、湖南省教育厅党组副书记、副厅长。2003年7月正式担任厅长。2011年9月因年龄原因免职。后被聘为湖南省人民政府教育顾问。